# Championnat du Qatar de football 2022-2023
Navigation
Saison précédente Saison suivante
La saison 2022-2023 du Championnat du Qatar de football est la cinquante-neuvième édition du championnat national de première division au Qatar. Les douze meilleures équipes du pays sont regroupées au sein d'une poule unique où elles s'affrontent deux fois au cours de la saison, à domicile et à l'extérieur. En fin de saison, le dernier du classement est relégué en deuxième division tandis que l'avant-dernier joue les barrages pour se maintenir dans le championnat du pays.

## Compétition

### Classement
| Rang | Équipe          | Pts | J  | G  | N | P  | Bp | Bc | Diff |
| ---- | --------------- | --- | -- | -- | - | -- | -- | -- | ---- |
| 1    | Al-Duhail SC    | 51  | 22 | 16 | 3 | 3  | 50 | 26 | +24  |
| 2    | Al-Arabi SC     | 49  | 22 | 16 | 1 | 5  | 43 | 23 | +20  |
| 3    | Al-Sadd SC T    | 44  | 22 | 14 | 2 | 6  | 46 | 26 | +20  |
| 4    | Al-Wakrah SC    | 39  | 22 | 11 | 6 | 5  | 44 | 24 | +20  |
| 5    | Qatar SC        | 36  | 22 | 11 | 3 | 8  | 28 | 30 | -2   |
| 6    | Al-Gharafa SC   | 32  | 22 | 9  | 5 | 8  | 32 | 38 | -6   |
| 7    | Al-Markhiya SCP | 24  | 22 | 7  | 3 | 12 | 30 | 37 | -7   |
| 8    | Al Ahli SC      | 24  | 22 | 6  | 6 | 10 | 32 | 45 | -13  |
| 9    | Al-Rayyan SC    | 20  | 22 | 5  | 5 | 12 | 29 | 33 | -4   |
| 10   | Umm Salal SC    | 18  | 22 | 3  | 9 | 10 | 18 | 34 | -16  |
| 11   | Al Shamal       | 18  | 22 | 5  | 3 | 14 | 22 | 41 | -19  |
| 12   | Al-Sailiya SC   | 16  | 22 | 4  | 4 | 14 | 28 | 45 | -17  |

|  | Qualification pour la Ligue des champions de l'AFC 2023-2024                         |
|  | Qualification pour le tour préliminaire de la Ligue des champions de l'AFC 2023-2024 |
|  | Qualification pour la Coupe du golfe des clubs champions 2024                        |
|  | Barrages de relégation                                                               |
|  | Relégation directe en deuxième division                                              |
|  | T : Tenant du titre C : Vainqueur de la Coupe du Qatar P : Qatargas League           |

- Al-Sadd SC est qualifié pour la Ligue des champions en tant que champion 2021-2022.

## Match de barrage
Le club classé 11e rencontre le vice-champion de deuxième division sur un seul match pour tenter de se maintenir.
Al Shamal bat Al-Khor SC 2 à 1 et se maintient en première division, le champion de deuxième division, Muaither Sports Club est quant à lui promu.